# Lukáš Bíba
Lukáš Bíba (* 20. století) je český fotograf, absolvent Gymnázia Rumburk a Přírodovědecké fakulty Univerzity Karlovy. 

## Životopis
S profesionálním fotografováním začal díky koncertu irské rockové skupiny U2, které je fanoušek. Působil v redakcích iDNES.cz, Mladá fronta DNES, pracuje ve vydavatelství Economia, spolupracuje s projektem Creative Mornings a organizací Člověk v tísni. Věnuje se také lezení, fotografoval české sportovní lezce a závody, s fotografií českého lezce Adama Ondry (Nespokojený Adam Ondra po finále MS v lezení na obtížnost) vyhrál soutěž Sportovní fotografie roku 2018, fotografie se objevila na obálce časopisu FotoVideo 2/2021, a je také spoluautorem knihy Adama Ondry. V roce 2019 vyhrála jeho fotografie z demonstrace Letná 2 cenu Fotografie roku Czech Press Photo. Po vypuknutí pandemie covidu-19 v roce 2020 několik měsíců dokumentoval dění na covidových odděleních českých nemocnic. Pro Hospodářské noviny a Aktuálně.cz pokrýval 18. října 2020 demonstraci proti vládním opatřením na pražském Staroměstském náměstí. Fotografie muže klečícího s českou vlajkou před policejním vodním dělem se stala i přes odpor fotografa symbolem pro protestující.

## Soutěže a ocenění
- Czech Press Photo 2017 – cena za snímek z koncertu kapely U2 v Amsterdamu[7]
- Sportovní fotografie roku 2018 (Klub sportovních novinářů ČR) – vítěz, 2. místo  v kategorie Aktualita[8]
- Czech Press Photo 2019 – vítěz[9][10]

## Dílo
- ONDRA, Adam, GIMENÉZ Bernardo; BÍBA Lukáš. Adam Ondra (fotografická publikace). 1. vyd. Brno: AO Production, 2019. 223 s. ISBN 978-8027064588.

## Galerie
Některé fotografie Lukáše Bíby:

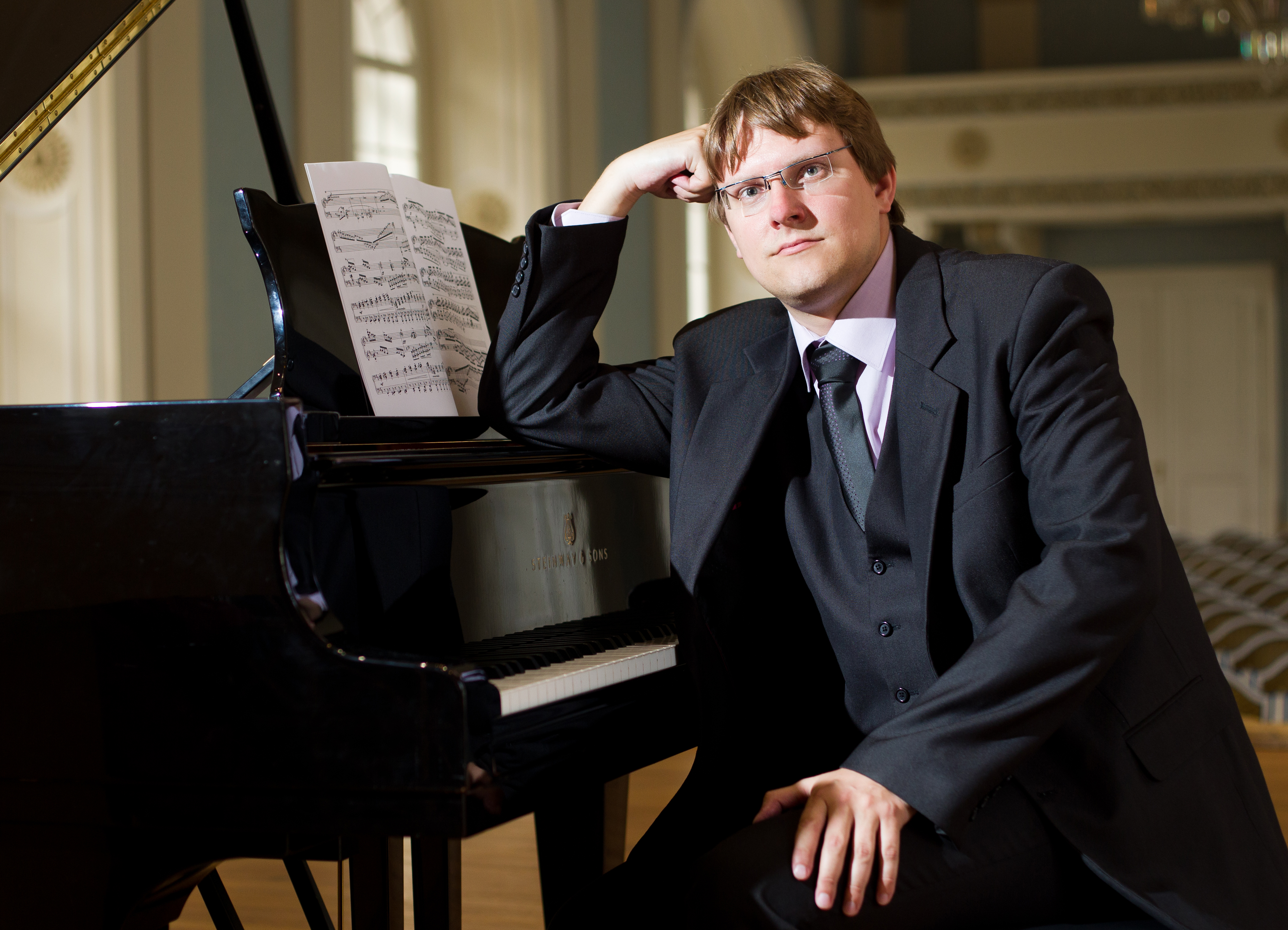
Portrét skladatele Jana Duška, 2011
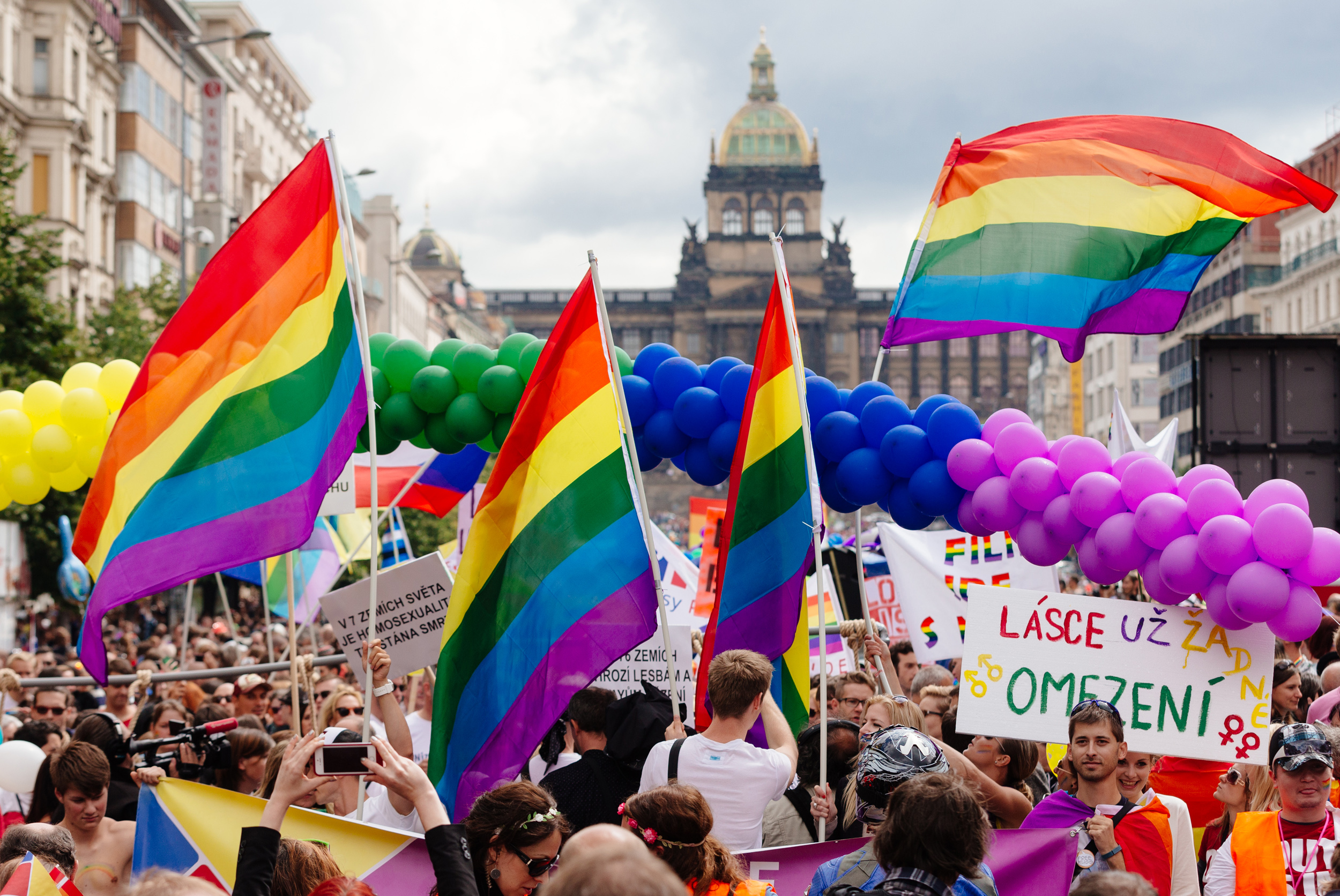
Prague Pride 2014, Václavské náměstí